# Vlasta Burian

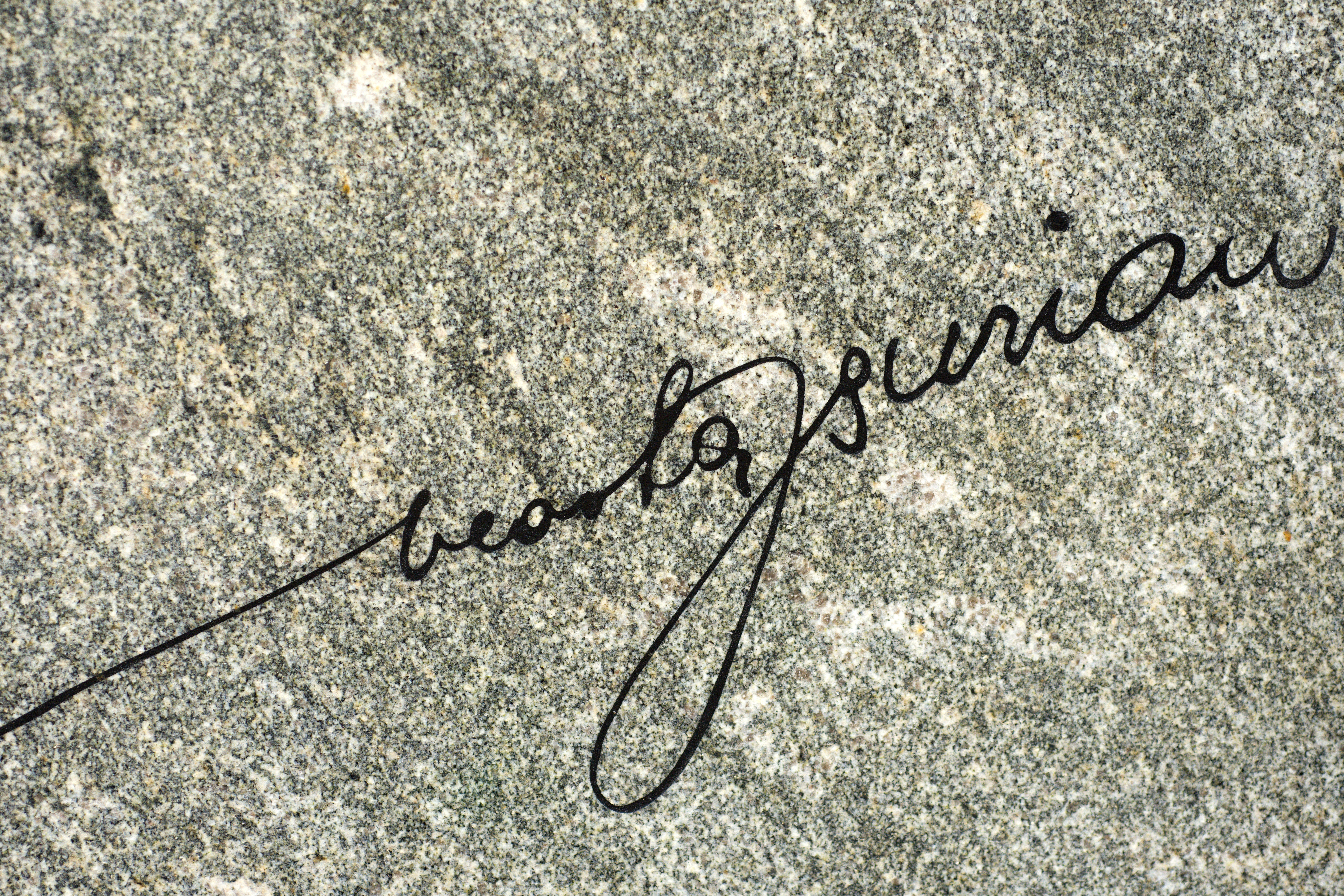
Vlasta Burian - semnătură pe piatra funerară

Vlasta Burian, nume real Josef Vlastimil Burian (conform registrului Josephus Wlastimil Burian; n. 9 aprilie 1891, Reichenberg, Austro-Ungaria – d. 31 ianuarie 1962, Praga, Cehoslovacia), supranumit Regele comediei, a fost un actor de teatru, regizor de film și de teatru, cântăreț, atlet, proprietar de grajduri și călăreț, om de afaceri, actor de film din perioada filmului mut și sonor, patron, scriitor, actor de pantomimă și imitator, care datorită unei combinații extraordinare de talent, ambiție și spontaneitate a ajuns o mare vedetă a filmului, teatrului si radioului ceh. A fost unul dintre cei mai populari actori cehi și o mare celebritate a Primei Republici, dar după Al Doilea Război Mondial a fost acuzat pe nedrept de colaboraționism, ceea ce i-a afectat fatal statutul și cariera. Cu toate acestea, popularitatea sa a avut de suferit doar temporar și continuă până în zilele noastre, dovadă fiind victoria în sondajul televiziunii cehe despre „Regele comediei” și desele reluări de televiziune ale filmelor sale.

### Tinerețe
Tatăl său a fost un croitor din Liberec, patriot și voluntar, Antonín Burian (*1863) și mama sa, mai mare cu cinci ani ca soțul ei, a fost Maria Burianová, născută Škaloudová (*1858), care a avut o fiică Žofia Picková (*1884) dintr-o căsătorie anterioară. Primii zece ani ai vieții i-a petrecut la Liberec. La 5 mai 1901, familia sa s-a mutat în suburbia din Praga, Žižkov⁠(d) (situată la est de centrul capitalei), deoarece tatăl său nu a găsit un mediu propice pentru activități patriotice la Liberec, unde majoritatea populației era germană. A obținut un loc de muncă ca oficial care colectează impozite pe alimente la Praga și și-a dus adesea fiul mic la Teatrul Național din Praga. Josef Vlastimil a urmat ulterior cursuri de afaceri la o școală în domeniu. Fiu de croitor, din copilărie a cunoscut oameni care erau interesați de teatru și a avut ocazia să audă povești din acest mediu. El însuși a cântat în cor în copilărie și i-a plăcut opera. Tânărul Vlasta Burian a fost de asemenea foarte pasionat de sport. A excelat mai ales în fotbal, ca portar. A jucat pentru echipa Union Žižkov⁠(d), mai târziu pentru FK Viktoria Žižkov. Cu toate acestea, el este cel mai bine cunoscut pentru cariera sa la AC Sparta. De asemenea, a practicat ciclismul și a jucat tenis profesionist. A luat parte adesea la curse și turnee, pe care le-a câștigat de multe ori (o mică parte din trofeele sale care au supraviețuit ocupă o vitrină mare). Cu timpul însă, majoritatea activităților sale sportive au încetat și au făcut loc teatrului. La început, și-a folosit talentul ca animator, mai ales în privat, la petrecerile prietenilor săi. Treptat, talentul său a permis să apară în fața unui public din ce în ce mai mare (la început tatăl său a împiedicat acest lucru, dar când și-a văzut fiul la o reprezentație într-o cârciumă, a decis că este un comediant excelent și nu l-a mai descurajat de la această activitate artistică).

### Viață privată

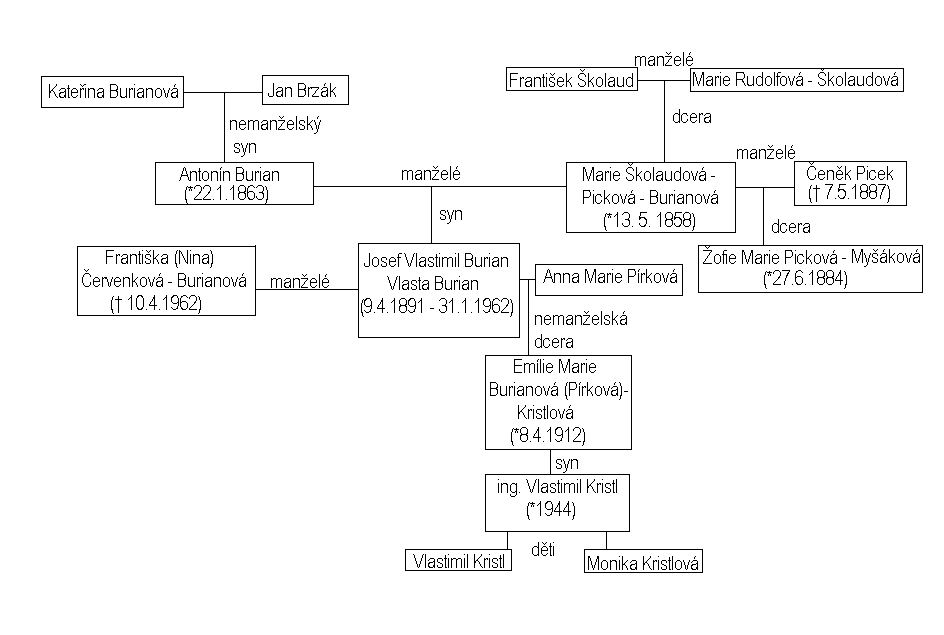
Arborele genealogic al lui Vlasta Burian

A avut o fiică Emilia Burianová (8 aprilie 1912 – 25 mai 1996) din relația cu dansatoarea Anna Emília Pírková. În 1919, s-a căsătorit cu Nina Červenková-Burianová. Ea a fost cel mai mare sprijin al său în cele mai grele momente, l-a iubit foarte mult și a fost cea mai mare admiratoare a lui. Ea trebuia să fie prezentă la fiecare spectacol al lui Burian, când întârzia, Vlasta amâna spectacolul până când Nina apărea la locul ei. Când Nina era bolnavă, i se monta un microfon pe scenă, iar Nina asculta ulterior spectacolul la telefon. În 1944, fiica sa a avut un fiu, ing. Vlastimil Kristl.
Societatea l-a cunoscut ca pe o persoană distractivă, dar în privat era melancolic, capricios, evaziv și avea depresie - se pare că suferea de afecțiuni maniaco-depresive, au existat și speculații despre sindromul Asperger sau ADHD, care nu erau încă definite la acea vreme și care ar putea mai degrabă să-i explice talentul și să-i condiționeze sufletul. De aceea se închidea adesea în vila sa din Dejvice⁠(d), pe care a mobilat-o elegant și luxos. A făcut sport în fiecare zi, motiv pentru care avea o sală de sport mare în vila sa și o piscină, un teren de tenis și o bucătărie bogat utilată unde lucra cel mai bun bucătar ceh al timpului, Jaromír Trejbal. Mergea mereu cu bicicleta dimineața și organiza meciuri amicale de tenis chiar și în afara orașului Praga (de exemplu, a avut mai multe meciuri de tenis cu dublul campion mondial Karel Koželuh⁠(d) la Klamovka⁠(d) în Praga). A fost și un mare patron al sportivilor, atât profesioniști (a sponsorizat și echipa națională de ciclism), cât și amatori. Aproape necunoscută astăzi este amintirea unui martor ocular care l-a văzut aruncând o minge nouă unor muncitori șomeri care jucau fotbal cu o minge veche ruptă, totul pentru a juca mai bine. Între 1914 și 1920 a jucat activ pentru AC Sparta ca portar de fotbal în prima ligă. 

### Pauză temporară în carieră
În 1944, viața și popularitatea sa  au luat o întorsătură bruscă. Mai întâi, teatrul său a fost închis de germani, după război a fost arestat de cehi (iar teatrul său a fost naționalizat). Mai întâi, a fost închis într-o celulă comună cu SS și criminali, unde a fost umilit. După aceea, a fost eliberat din cauza intervenției lui Jan Masaryk, a fost în continuare anchetat și, în cele din urmă, instanța l-a achitat. După răspunsul negativ al presei și intervenția politicienilor (care doreau să-l pedepsească în mod exemplar), a fost din nou închis și, pe baza unor acuzații fabricate (în principal pe baza unei declarații obținute în temeiul pedepsei cu moartea de la Lída Baarová), a fost condamnat pentru colaborare cu ocupanții germani la închisoare grea de câteva luni și o amendă de jumătate de milion de coroane. 

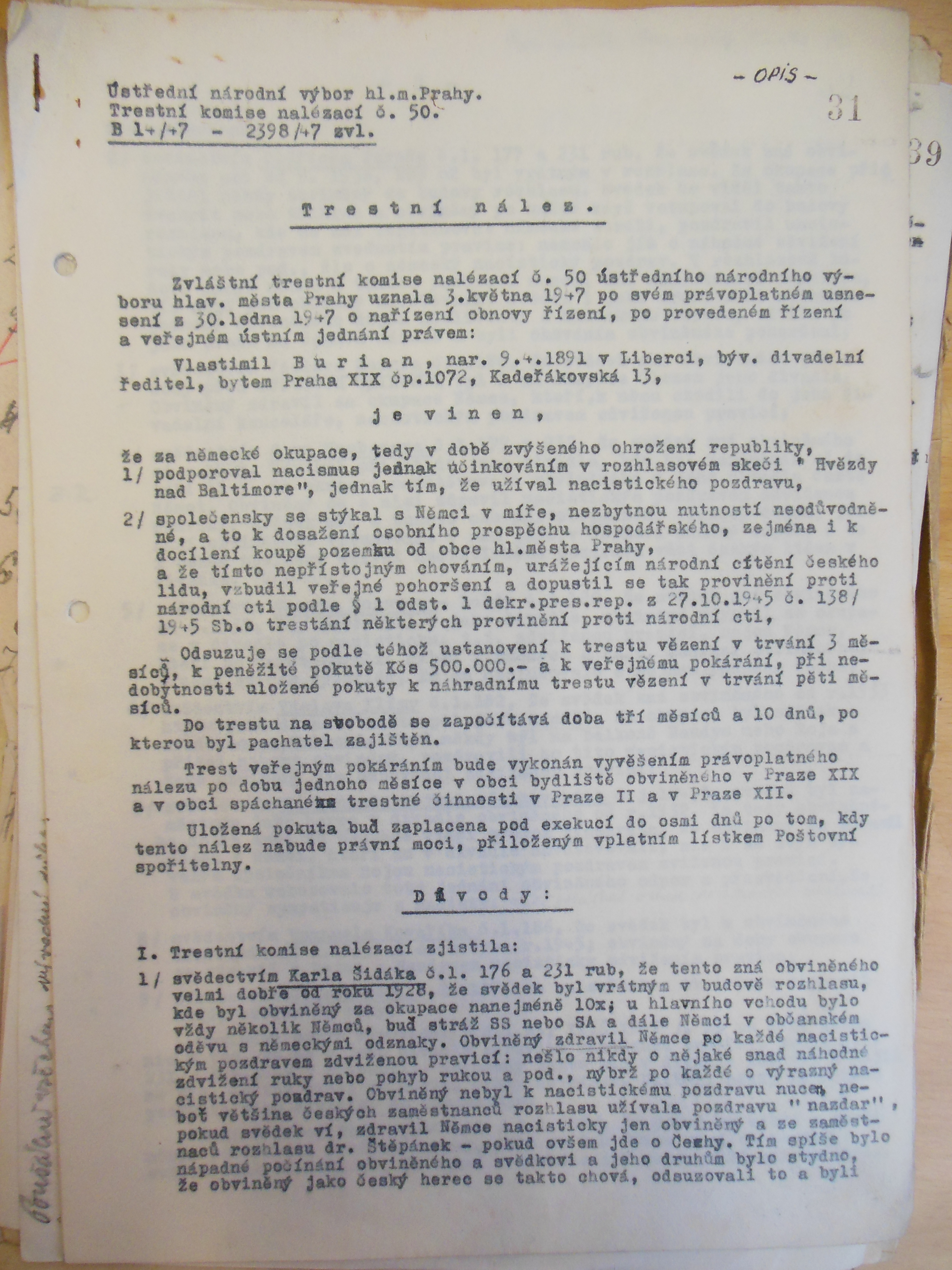
Constatarea penală a Comisiei de Investigații Criminale a Comitetului Național Central al orașului Praga.

După eliberare, nu i s-a permis să-și restaureze teatrul, iar practic toate bunurile i-au fost confiscate (inclusiv vila din Dejvice) și nu i s-a permis să cânte în următorii cinci ani. În vila lui a fost fondată o grădiniță. La început a trebuit să lucreze din greu, a muncit serios în minele din Boemia de Nord, apoi a lucrat ca mesager la cabane de munte, unde a condus o mașină pentru turiștii ROH și apoi a răzuit cartofi în bucătărie. A început deja să cânte ilegal aici.

### Revenire și un sfârșit trist
În cei cinci ani în care nu a avut voie să joace, s-a schimbat: era mai modest, dintr-un sportiv cu o condiție fizică excelentă a ajuns un bătrân - era vizibil slăbit, închisoarea și persecuția i-au subminat sănătatea, iar băutura a agravat toate aceasta. Abia în 1950 i-a fost ridicată interdicția de a juca. După o reprezentație de probă la Teatrul Municipal din Kladno, a început să cânte în teatrul din Karlín prin mijlocirea lui Jiří Frejka⁠(d) și Jan Werich. O altă încercare de ispășire a fost distribuirea sa în rolul unui consilier în filmul de basm Byl jednou jeden král…⁠(d) (A existat o dată un rege...) regizat de Bořivoj Zeman⁠(d). A fost forțat să-și tempereze improvizația și să joace în drame în versuri ca Cei trei mușchetari, unde a jucat cu Vladimír Ráž. În 1953 a început să cânte în diverse spectacole de vodevil, ceea ce i-a distrus complet sănătatea - avea probleme cu venele și picioarele erau foarte umflate, așa că nu putea să meargă și trebuia să stea în timpul spectacolului, dar totuși s-a distrat. Umorul și comedia lui erau încă la un nivel bun, dar a pierdut deja o parte semnificativă din explozivitatea și individualitatea  anterioară de clasă mondială, ceea ce chiar și Burian nu a ezitat să recunoască. Unele programe filmate   („Právní poradna” etc.) reprezintă totuși apogeul umorului în această zonă. Cu toate acestea, nota sa tristă adresată unui fan care dorea ca acesta să-i semneze fotografia ca Vlasta Burian, Regele comediei, este bine-cunoscută: „Rege? Nicidecum un rege! Acum, doar un iepuraș...” În aceea perioadă i s-a permis să facă și filme.
Pentru a se întreține, a trebuit să cânte în spectacole de varietăți, chiar și atunci când era bolnav. Ultima reprezentație din viața lui a fost jucată în timp ce avea pneumonie severă. În cele din urmă, a murit de embolie pulmonară, acasă,  lângă credincioasa sa soție Nina Burianová. Nina a murit nouă săptămâni mai târziu, potrivit memorialelor de la mormântul soțului ei.
Vlasta Burian a fost înmormântat la Cimitirul Vinohrad  în Praga. În 2002, rămășițele sale au fost transferate la Cimitirul Vyšehrad. Pe piatra funerară a fost pus  în 2002 un bust din bronz al lui Vlasta Burian, dar ulterior a fost furat. Abia în februarie 2007 a fost plasat în locul lui o sculptură înfățișând două mâini numită Ruce komika, a sculptorului Tomáš Vejdovský.

## Reabilitarea lui Burian
La un an de la moartea sa, a fost produs documentarul Král komiků (au fost realizate în total patru filme despre Burian) și a început reeditarea discurilor sale de gramofon. A fost reabilitat în 1994, după ce istoricul de teatru Vladimír Just a cerut rejudecarea cazului său. Acesta a declarat:
Chiar am crezut la început că el este vinovat (moral, nu penal) că un artist de asemenea calibru se afla sub lupă și nici nu trebuia să se implice câtuși de puțin cu ocupanții (naziști și comuniști, nu fac nicio distincție între cei doi). Abia când m-am angajat într-un studiu – de aproape zece ani – al surselor, materialelor de arhivă etc., chiar am studiat în totalitate toate Drapelele Protectoratelor și Luptele Ariene, nu am găsit niciun interviu cu Burian, nicio mențiune de „colaborator”, spre deosebire de un lung șir de actori și regizori cehi. - Vladimír Just

## Muncă

### Începuturi teatrale în cabarete
La început a jucat în roluri secundare în marile teatre din  Vinohrady și în Teatrul Švandov, dar la recomandarea lui Karel Hašler, care i-a remarcat personalitatea, a început să joace în diverse cabarete (Rokoko, Červená sedma, Bum, Revoluční scéna, U Deutschů, Montmartre), unde a devenit deja un favorit al publicului local înainte de război. A concurat adesea pe scenă cu actorul la fel de popular Ferenc Futurista. Când a izbucnit Primul Război Mondial, a încercat să-l evite, după ce a dezertat și s-a rătăcit cu prietenul său pianistul Dalibor Pták⁠(d), în mediul rural ceh. Cu toate acestea, a fost prins și închis. După amnistie, a petrecut sfârșitul războiului într-o formație militară și a cântat ocazional în cabarete din Praga. După război, a avut roluri comice în mai multe teatre mari (Národní divadlo, Vinohradské divadlo și altele). Cel mai adesea, însă, a jucat în continuare în cabarete. De la 1 ianuarie 1923 a fost directorul Teatrului Rococo.

### Teatrul său
Mai târziu, când a devenit mai celebru, și-a fondat propriul teatru - Teatrul Vlasty Buriana (azi Teatrul Komedie), care a avut prima reprezentație - o seară de mici farse - 1 septembrie 1925 în holul hotelului Adria din Piața Václavském  nr.26.  La 1 septembrie 1944, Joseph Goebbels a ordonat închiderea tuturor teatrelor din Germania Nazistă. V. Burian a fost arestat la 24 mai 1945 pentru presupusa colaborare cu naziștii. Teatrul „naționalizat” a fost redenumit în aceeași zi Teatrul Creației Colective, iar Zdeněk Podlipný⁠(d) a fost numit  director artistic.
Teatrul său a publicat și o revistă. Prin teatrul său au trecut mulți actori mari (de exemplu, Jaroslav Marvan⁠(d), Čeněk Šlégl, Karel Noll, Jindřich Plachta⁠(d), Václav Trégl⁠(d) și alții). Lída Baarová, Meda Valentová⁠(d), Andula Sedláčková⁠(d) și alții au mai cântat aici ocazional.

### În film

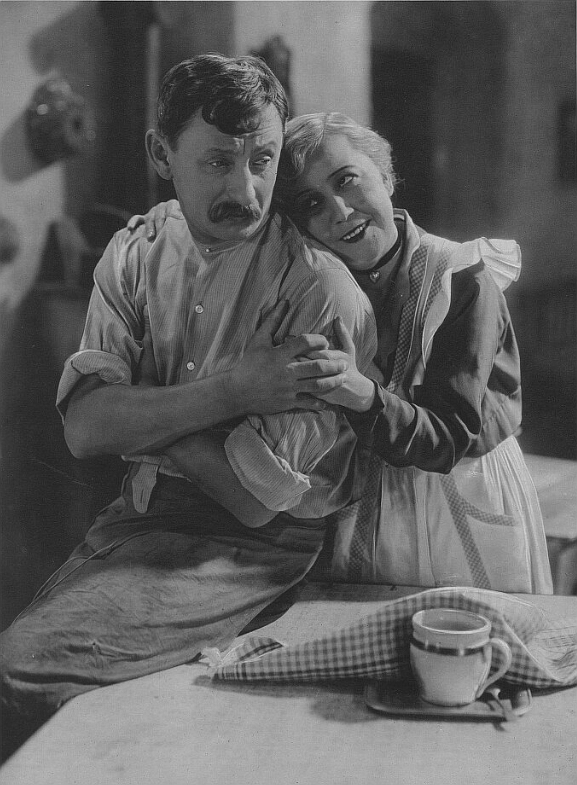
Anton Špelec, trăgător de elită (în) (film din 1932 cu Vlasta Burian (stânga) și Růžena Šlemrová)

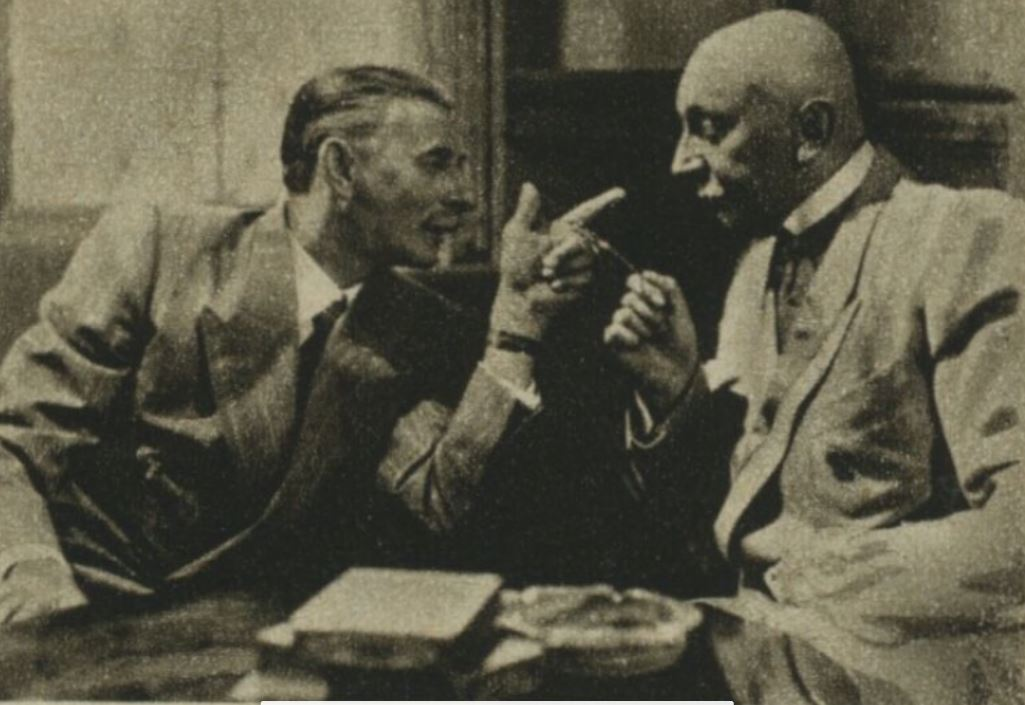
Vlasta Burian și Čeněk Šlégl în filmul Baron Prášil (1940)

A apărut și în filme. Între 1923 și 1956 a jucat în patru filme mute și 36 de filme sonore, majoritatea comedii. A jucat mai întâi în filme  regizate de Karel Lamač: C. a k. polní maršálek⁠(d), To neznáte Hadimršku⁠(d), Lelíček ve službách Sherlocka Holmese, Ducháček to zařídí⁠(d), U pokladny stál...⁠(d). Când Lamač a emigrat datorită pericolului nazist iminent, Martin Frič a devenit regizorul „său” în filme ca:  Anton Špelec, ostrostřelec⁠(d), Tři vejce do skla⁠(d), Katakomby. A colaborat și cu alți regizori cehi de frunte: Miroslav Cikán⁠(d) (Hrdinný kapitán Korkorán⁠(d)),  Vladimír Slavínský⁠(d) (Zlaté dno⁠(d)),  Jan Sviták⁠(d) (Přednosta stanice⁠(d)). Împreună cu Čeňko Šlégl și Ladislav Brom⁠(d) a regizat Ulice zpívá⁠(d) (Strada cântă).
A jucat rolul principal în U snědeného krámu⁠(d) (bazat pe romanul lui Ignát Herrmann)  și în Revizorul (după N. V. Gogol ), în care s-a afirmat cu succes ca actor de personaj.   A făcut versiuni germane ale cinci dintre filmele sale, care i-au adus  succesul în țările de limbă germană, iar unul dintre filmele sale a fost realizat ca o  coproducție cehă-poloneză (Douăsprezece scaune). Pentru filmul U snědeného krámu⁠(d), a primit Panglica Albă a Filmului Ceh și în 1942 a câștigat Premiul de Stat pentru actorie. Era în elementul său în studiourile de film, nu recunoștea autoritatea regizorului,  spunea „stop” după fiecare filmare și improviza după bunul plac. Singurul care a reușit să-l îmblânzească puțin a fost prietenul lui și regizorul Martin Frič. De asemenea, este interesant faptul că a primit peste o sută de mii de coroane pentru fiecare rol, în timp ce marile vedete feminine ale filmului (Lída Baarová, Adina Mandlová, Nataša Gollová sau Věra Ferbasová) au primit doar câte zece mii de coroane pentru un rol.
Unele dintre filmele sale s-au bazat direct pe spectacolele sale de teatru. Multe filme au fost criticate de critici pentru că sunt filme individuale în care ceilalți actori sunt doar umbre care nu pot concura cu Burian (de exemplu, Ducháček to zařídí.
Primul rol postbelic a fost omul bisericii Kodýtek din filmul Slepice a kostelník. A fost o altă umilință pentru el și nu a mai rămas nimic din comediantul spontan și energic. Au urmat apoi trei roluri în care s-a apropiat  pe alocuri de interpretările sale anterioare: maestrul de poștă Plíšek în comedia Nejlepší člověk⁠(d) (Cel mai bun om), regele în filmul de basm Byl jednou jeden král…⁠(d) (A fost odată ca niciodată un rege…)  și ca inventatorul Sylvestr Čáp  în comedia Muž v povětří⁠(d)  (Omul în aer).
Ultimul său rol de film a fost contabilul Dušek în filmul satiric Zaostřit, prosím!⁠(d) (Concentrați-vă vă rog!).

## Caracteristicile actoriei lui Burian
Actoria sa s-a bazat pe improvizație, umor negru și satiră. El a reușit să interpreteze diferite roluri și personaje. Burian a fost un comedian excelent, popular prin mentalitatea sa artistică și umană, cu umorul său imediat, spontan necomplicat și darul extraordinar de a parodia instantaneu tot ce este patetic, nobil, „aristocratic” și snob. Viziunea lui asupra lumii era apropiată de viziunea plebeei. Abilitățile sale de dans, mișcare acrobatică de clovn și abilitățile dobândite prin antrenament intens, precum și o gamă vocală extraordinară au stat la baza numerelor sale interpretări de clovn. Nu a respectat textul autorului și cu arta sa de improvizație a creat pe scenă o lucrare cu totul nouă, irepetabilă în fiecare seară și și-a surprins constant colegii. De asemenea, a uimit societatea prin capacitatea sa de a imita, a fost capabil să imite păsări, animale, instrumente muzicale, un gramofon și un evantai. Jaroslav Marvan⁠(d) și-a amintit odată că era capabil să imite animalele și sunetele în așa fel încât până și „unchiul Jedliček⁠(d)” l-ar putea invidia.

## Popularitate
A fost foarte popular, chipul și numele lui erau adesea folosite în reclame. Comercianții au numit și bomboane după el cu numele „Burianky” și, de asemenea, un trandafir nou crescut - „Růže Vlasty Buriana” a fost numit după el. Oriunde mergea, crea furori - era popular și faimos. Îi plăceau mașinile rapide, armata și uniformele. De asemenea, el a purtat uniforme în public. A fost și membru al Armatei Cehoslovace. A mituit pentru a primi gradul de Locotenent major în timpul primei republici și, din amintirile martorilor, a avut în considerare și o candidatura prezidențială. În zilele sale de glorie avea un castel închiriat unde mergea la vânătoare în weekend. A avut o fermă lângă Praga unde a crescut vaci. Fiecare dintre ele a fost numită după personaje din opere cunoscute (Carmen, Libuše, Mařenka, ...). Îi plăcea să se laude cu averea sa în public, ceea ce a provocat o mare invidie, aceasta fiind una dintre  cauzele declinului său postbelic.

## Recunoaștere postumă
La 8 noiembrie 1998   la vila lui din Dejvice⁠(d) a fost dezvelită o placă comemorativă. La 25 noiembrie un pasaj a fost  numit după el la Teatrul Komedie (fostul Teatrul Vlasty Buriana) și un bust al său a fost dezvelit în foaier. 
În 2000 s-a dezvelit o placă comemorativă pe stadionul din Praga al echipei AC Sparta Pragaa, unde Burian a fost portar profesionist câțiva ani.  
O altă placă comemorativă se află pe stadionul Viktorie Žižkov.
În octombrie 2000, figura sa de ceară a fost dezvelită în Muzeul Figurilor de Ceară din strada Celetná din Praga. A fost inspirată de deghizarea sa din filmul  C. a k. polní maršálek.
Competiția Marele Premiu Vlasta Burian a avut loc în mod repetat pe pista de curse din Chuchli.
La 8 februarie 2002, rămășițele lui Vlasta Burian și ale soției sale Nina au fost mutate din Cimitirul Vinohrady în noul mormânt din Vyšehrad.
A ajuns pe locul 1 în sondajul televiziunii cehe⁠(d) despre „Regele comediei”. (Pe locul 2 s-a clasat: Vladimír Menšík, iar pe locul 3: Jiřina Bohdalová⁠(d)).
În 2005, s-a clasat pe locul 31 în lista Televiziunii Cehe cu Cei mai mari cehi  (Největší Čech⁠(d)).
La 6 aprilie 2011, a fost emis de poșta cehă MPO un timbru cu portretul lui Vlasta Burian în emisiunea Osobnosti. Conform designului lui Pavel Sivek, gravura a fost realizată de Jaroslav Tvrdoň.
La 16 noiembrie 2023, cu ocazia sărbătoririi a 130 de ani de la înființarea clubului AC Sparta Praga, Vlasta Burian a fost introdus în Hall of Fame. 
În cinstea sa, în fiecare an se acordă Premiul Vlasta Burian, care este oferit celor mai buni portari din Prima Ligă din Cehia Fortuna, dar și celor mai buni comedianți.
Popularitatea lui Burian este evidențiată și de faptul că aproape toate filmele sale au fost lansate treptat pe casete VHS și DVD-uri și sunt încă urmărite pe televizoare; unele filme au fost restaurate la rezoluție înaltă HD.

## Filmografie (selecție)
- 1923 Kterak láskou možno v mžiku vzplanout třeba k nebožtíku (film mut)
- 1926 Lásky Kačenky Strnadové (film mut) – rol: Vincek Kroutil, mire
- 1926 Falešná kočička
- 1927 Milenky starého kriminálníka
- 1930 C. a k. polní maršálek
- 1930 C. a k. polní maršálek (versiunea germană)
- 1931 On a jeho sestra
- 1931 On a jeho sestra (versiunea germană)
- 1931 To neznáte Hadimršku
- 1931 To neznáte Hadimršku (versiunea germană)
- 1939 Ulice zpívá – clovnul Silvanea, cântărețul Emil Beruška (Filmul a fost co-regiat cu Čeněk Šlégl și Ladislav Brom, Čeněk Šlégl a preluat conducerea tehnică. În credite, doar Vlasta Burian apare ca regizor)
- 1955 Muž v povětří – rol: producătorul de chibrite, inventatorul și pirotehnicianul Silvestr Čáp

## Galerie

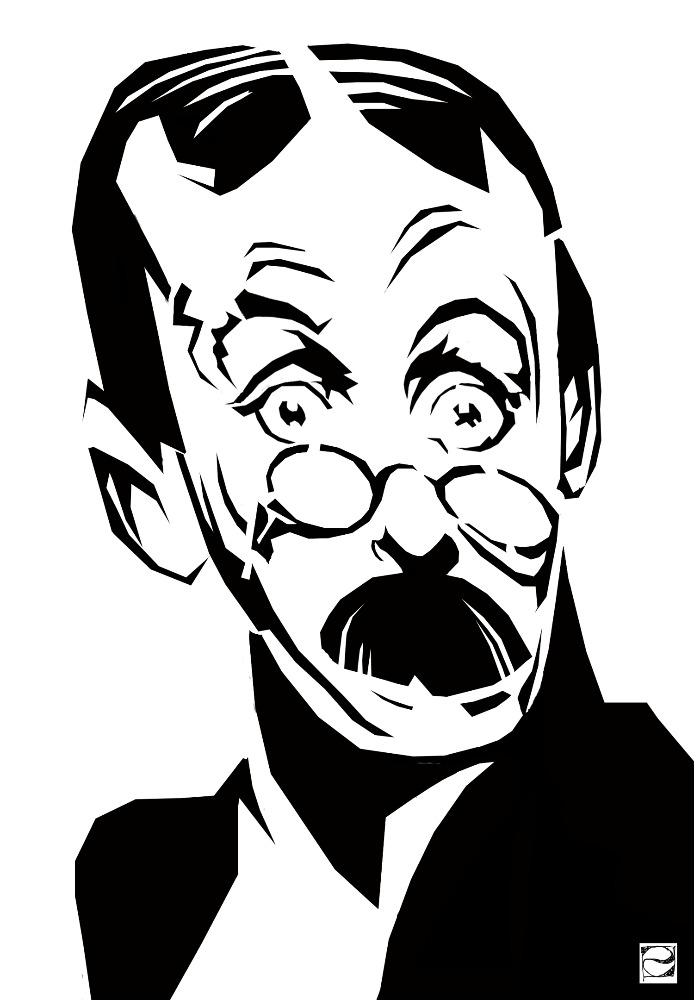
Vlasta Burian (caricatură de Jiří Srna)
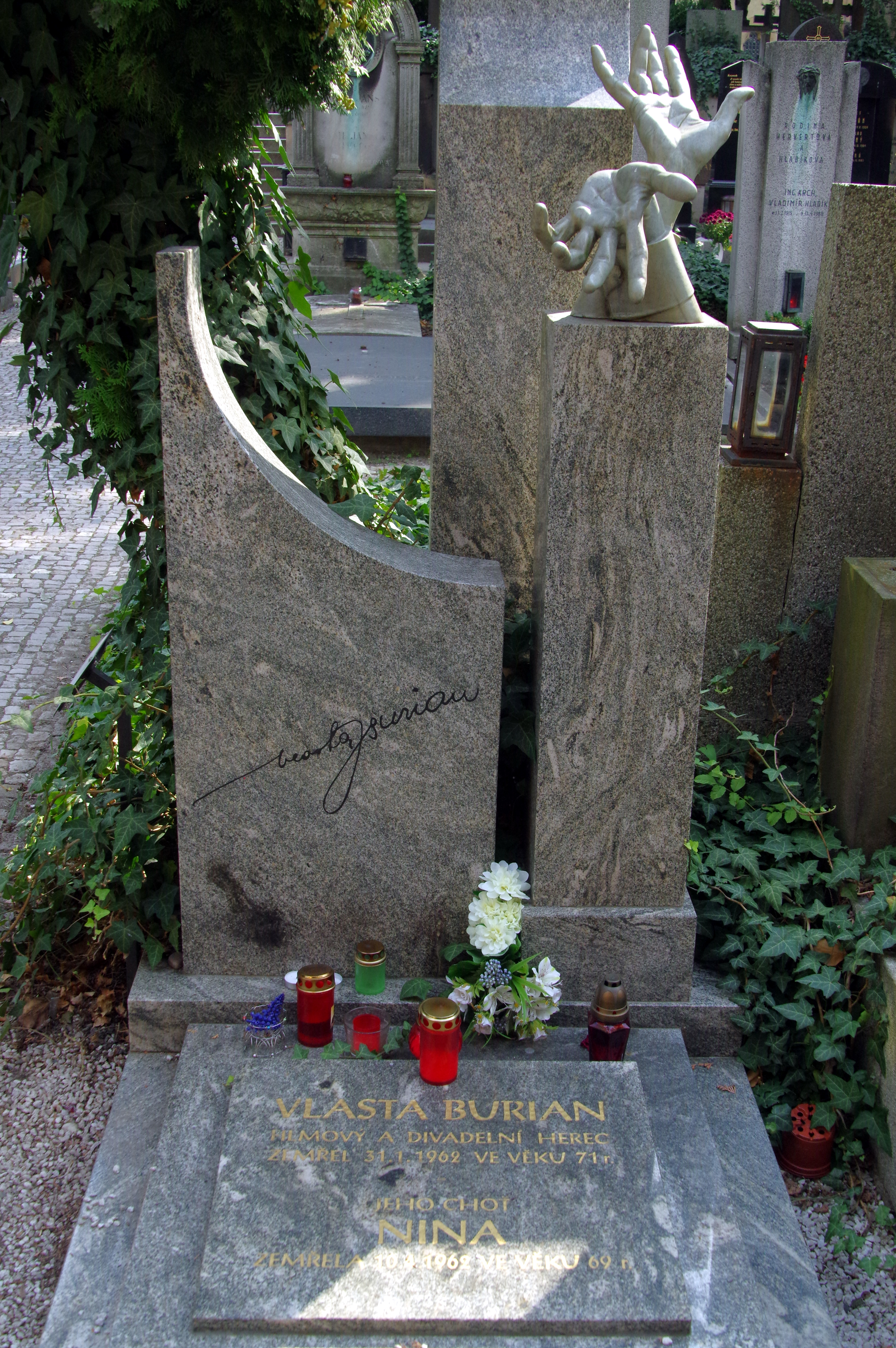
Mormânt la Cimitirul Vyšehrad